# روبرت ديودونيه
روبرت ديودونيه (بالفرنسية: Robert Dieudonné)‏ هو صحفي فرنسي، ولد في 23 يونيو 1879 في باريس في فرنسا، وتوفي بنفس المكان في 30 سبتمبر 1940.

## وصلات خارجية
- روبرت ديودونيه على موقع ميوزك برينز (الإنجليزية)